# Torben Jacobs
Torben Jacobs (* 25. Januar 1992 in Delmenhorst) ist ein ehemaliger deutscher Voltigierer und zählt zu den erfolgreichsten deutschen Doppelvoltigierern (Pas-de-Deux). Seine größten Erfolge errang er im Gruppenvoltigieren mit dem Weltmeistertitel 2018 in Tryon und mit dem Europameistertitel 2017 in Ebreichsdorf sowie im Doppelvoltigieren mit dem Vize-Weltmeistertitel 2014 in Caen und mit dem Europameistertitel 2011 in Le Mans.  

## Leben
Torben Jacobs wuchs in Ganderkesee auf. Er studierte Humanmedizin an der Universität Düsseldorf und arbeitet seit dem Ende seiner aktiven Karriere als Assistenzarzt. Seit Ende 2018 trainiert er zusammen mit Patric Looser das Team Norka des Voltigiervereins Köln-Dünnwald.

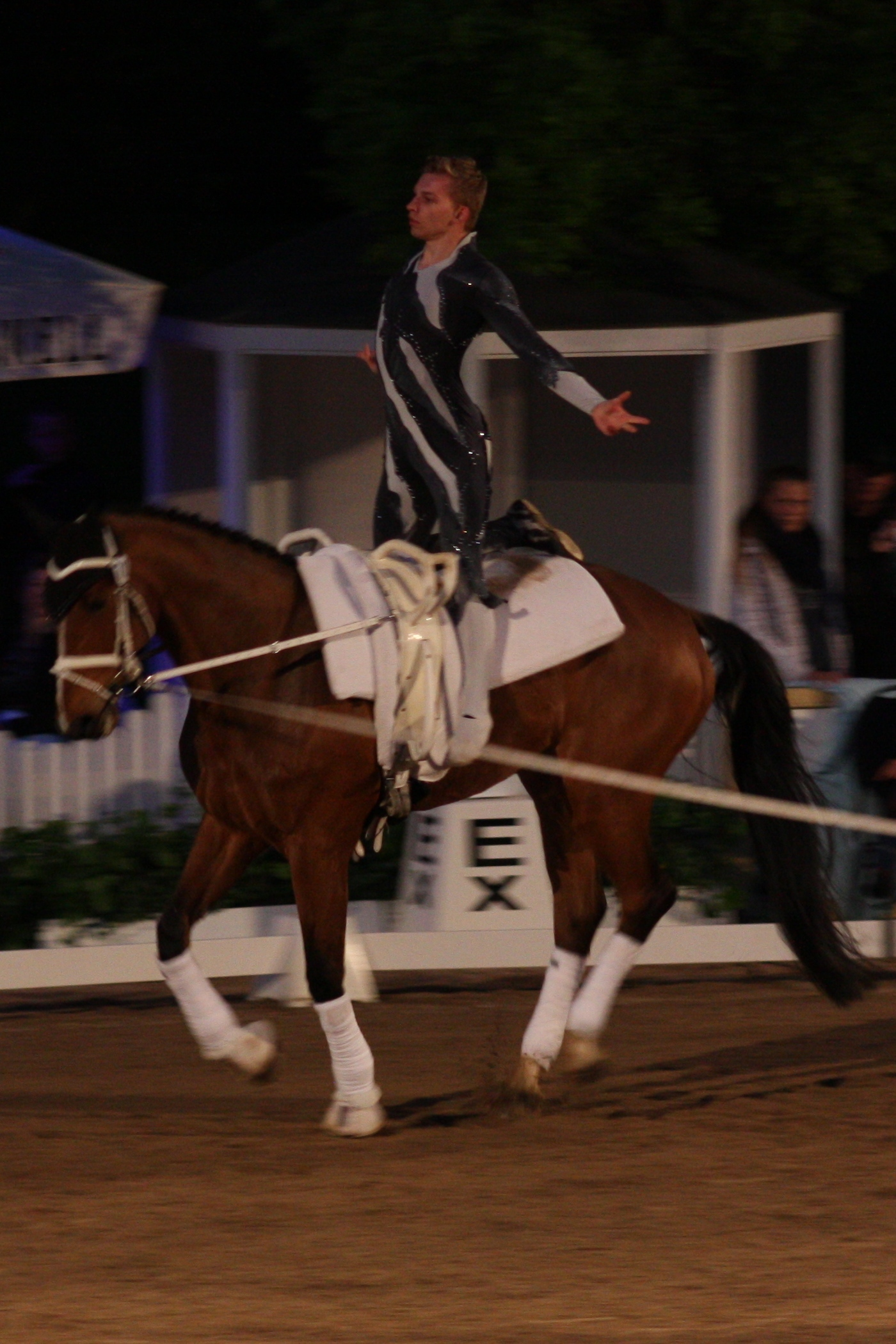
Auf dem Wiesbadener Pfingstturnier 2013

## Sportliche Erfolge
2011 gewann Jacobs die deutsche Meisterschaft im Doppelvoltigieren in Elmshorn zusammen mit Theresa-Sophie Bresch aus Tübingen und siegte mit ihr zusammen in dieser Disziplin auch beim CHIO Aachen.
2011 erturnte er mit dem Thema des Ballettes Schwanensee auf der Europameisterschaft in Le Mans zusammen mit der ebenfalls deutschen Einzelvoltigiererin Theresa-Sophie Bresch auf dem Pferd Cyrano die Goldmedaille im Pas de deux (Doppelvoltigieren).
Seit dem Jahr 2012 folgte eine Vielzahl von Erfolgen im Pas de deux zusammen mit Pia Engelberty, ihr Longenführer war dabei zumeist Patric Looser: In den Jahren 2014 und 2015 gewannen sie die Deutsche Meisterschaft im Doppelvoltigieren, bei den Weltreiterspielen 2014 gewannen sie die Silbermedaille. Bei Europameisterschaften kamen sie 2013 auf den Bronze- und 2015 auf den Silberrang, das Weltcupfinale 2014 schlossen sie auf dem zweiten Platz ab.
In den Jahren 2016 und 2017 gewannen Jacobs und mit Theresa-Sophie Bresch die deutschen Meisterschaften im Doppelvoltigieren. Beim Voltigierweltcup-Finale 2018 in Dortmund siegte er im Doppel mit seiner Partnerin Theresa-Sophie Bresch
und der Longenführerin Alexandra Knauf auf Holiday On Ice.
Als Einzelvoltigierer kam Torben Jacobs beim Weltcupfinale 2014 in der Herrenwertung auf den fünften Rang (Pferd: Flash Back, Longenführerin: Alexandra Knauf).

## Auszeichnungen
- 2024: Silbernes Lorbeerblatt[5]
- 2024: Große Sportplakette (Gold) der Stadt Köln[6]
- 2023: Große Sportplakette (Gold) der Stadt Köln
- 2022: Große Sportplakette der Stadt Köln